# لو جي
لو جي (بالصينية: 吕骥) هو منظر موسيقى وملحن وعالم موسيقى وسياسي صيني، ولد في 1909، وتوفي في 2002. حزبياً، نشط في الحزب الشيوعي الصيني. وقد انتخب عضو مجلس الشعب الصيني ‏ خلال فترته النيابية.